# Деби Макомбър
Деби Макомбър (на английски: Debbie Macomber) е много плодовита американска писателка на бестселъри в жанра романс и съвременна дамска литература.

## Биография и творчество
Деби Макомбър е родена на 22 октомври 1948 г. в Якима, щат Вашингтон, САЩ. Тя има дислексия и много трудно преминава от клас в клас, защото запомня главно това, което чува. След завършването на гимназията се омъжва млада и има четири деца.
Нейната мечта е да бъде писателка. Въпреки семейните си задължения, на 30 години тя е твърдо решена да преследва своята мечта. Постепенно намира време, изкарва курс по творческо писане, и с взета под наем пишеща машина, пише късно вечер първите си романси. В продължение на пет години тя продължава да твори, въпреки многобройните откази на издателите. След това тя започва да работи като автор на свободна практика към списание, за да подпомогне семейството си.
Със спестени пари от новата си работа тя отива на писателска конференция, за да представи произведенията си. По случайност, на нея, един от редакторите на издателство „Harlequin“ прави публична критика на романа ѝ. Тогава тя го изпраща на конкурентите от издателство „Silhouette“, което купува романса „Heartsong“. През 1983 г. обаче излиза първо другият ѝ романс „Starlight“, който дава старт на нейната, спешна писателска кариера. През 1986 г. семейството се мести в Порт Орчард, който става по-късно сцена на романите от серията „Сийдър Коув“.
В своите романси Макомбър съживява непреодолими личностни взаимоотношения, свързани със семейството, обществото и трайните приятелства, пълнейки читателите си с чувство на любов и надежда. Нейните героини са оптимистично настроени, а „историите са решени по начин, който оставя читателя с чувство на надежда и щастливо очакване“. Романтичните сюжети са оживени от нейното забележително чувство за хумор.
Произведенията на Деби Макомбър са много често в списъците на бестселърите на „Ню Йорк Таймс“. Те са преведени на 23 езика и са отпечатани в над 170 милиона копия по целия свят.
Деби Макомбър многократно е била номинирана за различни награди. През 2002 г. получава наградата „РИТА“ за романа „The Christmas Basket“, а през 2010 г. е удостоена за цялостно творчество с престижната награда „Нора Робъртс“ от Асоциацията на писателите на романси на Америка.
През 2009 г. по романите ѝ от серията „Г-жа Чудо“ са екранизирани едноименните филми с участието на Ерин Карплък, Джеймс Ван Дер Бийк и Дорис Робъртс. По поредицата ѝ „Сийдър Коув“ през 2013 г. са направени едноименния телевизионен сериал и телевизионен филм с участието на Анди Макдауъл, а писателката е изпълнителен продуцент.
Освен да пише романси Деби Макомбър има собствена викторианска чайна и магазин за прежда „A Good Yarn“, наречен така според популярната ѝ серия романси „Улица „Блосъм“. Освен с работата си тя се ангажира с набиране на средства в защита на малтретирани жени, за насърчаване на грамотността и медицински изследвания.
Деби Макомбър живее със съпруга си през лятото в Порт Орчард, щат Вашингтон, а през зимата – във Веро Бийч, Флорида.

## Произведения

### Самостоятелни романи
- Starlight (1983)
- Heartsong (1984)
- Undercover Dreamer (1984)
- A Girl Like Janet (1984)
- That Wintry Feeling (1984)
- Thanksgiving Prayer (1984)
- The Gift of Christmas (1984)
- Adam's Image (1985)
- Love Thy Neighbor (1985)
- Promise Me Forever (1985)
- Laughter in the Rain (1985)
- The Trouble with Caasi (1985)
- A Friend or Two (1985)
- Christmas Masquerade (1985)
- Reflections of Yesterday (1985)
- Shadow Chasing (1986)
- Yesterday's Hero (1986)
- The Matchmakers (1986)
- White Lace and Promises (1986)
- Jury of His Peers (1986)
- Yesterday Once More (1986)
- Friends and Then Some (1986)
- Нека сипе сняг, Let It Snow (1986)
- Sugar and Spice (1987)
- Love by Degree (1987)
- No Competition (1987)
- All Things Considered (1987)
- Love 'N' Marriage (1987)
- Husband Required (1987)
- Mail-Order Bride (1987)
- Any Sunday (1988)
- The Playboy and the Widow (1988)
- Almost an Angel (1989)
- For All My Tomorrows (1989)
- Yours and Mine (1989)
- The Way to a Man's Heart (1989)
- Ангелски очи, Fallen Angel (1990)
- A Little Bit Country (1990)
- Желан годеник, Country Bride (1990)
- The Courtship of Carol Sommars (1990)
- Целувки в дъжда, Rainy Day Kisses (1990)
- Първо се ожениха, First Comes Marriage (1991)
- Stolen Kisses (1991)
- Father's Day (1991)
- Here Comes Trouble (1991)
- The Forgetful Bride (1991)
- The First Man You Meet (1992) – издадена и като „The First Man You'll Ever Meet“
- My Hero (1992)
- Вълшебната рокля, The Man You'll Marry (1992)
- Morning Comes Softly (1993)
- Ready for Romance (1993)
- Ready for Marriage (1994)
- The Bachelor Prince (1994)
- One Night (1995)
- Wanted, Perfect Partner (1995)
- Just Married (1995)
- The Marrying Kind (1996)
- This Matter of Marriage (1997)
- Three Brides, No Groom (1997)
- Montana (1997)
- Married in Montana (1998)
- Can This Be Christmas? (1998)
- 'Tis the Season (1999)
- Promise (2000)
- Thursdays at Eight (2001)
- An Ideal Marriage? (2001)
- The Christmas Basket (2002) – награда „РИТА“ за най-добър романс
- Between Friends (2002)
- Changing Habits (2003)
- The Snow Bride (2003)
- This Time For Keeps (2003)
- When Christmas Comes (2004) – издадена и като „Trading Christmas“
- There's Something About Christmas (2005)
- Christmas Letters (2006)
- His Winter Bride (2008)
- The Perfect Christmas (2009)
- Christmas in Seattle (2009)
- Be My Angel (2010)
- Family Affair (2011)
- The Farmer Takes a Wife (2013)
- Happy Mother's Day (2013)
- Summer Wedding Bells (2013)
- Starry Night (2013)

### Серия „Легендарни любовници“ (Legendary Lovers)
1. Cindy and the Prince (1987)
2. Some Kind of Wonderful (1988)
3. Almost Paradise (1988)

### Серия „Военноморски флот“ (Navy)
1. Navy Wife (1988)
2. Navy Blues (1989)
3. Navy Brat (1991)
4. Navy Woman (1991)
5. Navy Baby (1991)
6. Navy Husband (2005)

### Серия „Уайоминг“ (Wyoming)
1. Denim and Diamonds (1989)
2. The Wyoming Kid (2006)

### Серия „Сестрите Манинг“ (Manning Sisters)
1. The Cowboy's Lady (1990)
2. The Sheriff Takes a Wife (1990)

### Серия „Орчард Вали“ (Orchard Valley)
1. Valerie (1992)
2. Стефани, Stephanie (1992)
3. Нора, Norah (1992)

### Серия „Мъжете от семейство Манинг“ (Those Manning Men)
1. Marriage of Inconvenience (1992)
2. Stand-in Wife (1992)
3. Bride on the Loose (1992)
4. Same Time, Next Year (1995)
5. Silver Bells (2009)

### Серия „Ангелите“ (Angels Everywhere)
1. A Season of Angels (1993)
2. The Trouble with Angels (1994)
3. Touched by Angels (1995)
4. Shirley, Goodness and Mercy (1999)
5. Those Christmas Angels (2003)
6. Where Angels Go (2007)
7. Angels at the Table (2012)

### Серия „От този ден нататък“ (From This Day Forward)
1. Groom Wanted (1993)
2. Bride Wanted (1993)
3. Marriage Wanted (1993)

### Серия „Среднощни синове“ (Midnight Sons)
1. Brides for Brothers (1995)
2. The Marriage Risk (1995)
3. Daddy's Little Helper (1995)
4. Because of the Baby (1996)
5. Falling for Him (1996)
6. Ending in Marriage (1996)
7. Midnight Sons and Daughters (2010) – в сборника „Midnight Sons 3“

### Серия „Компания „Избавление“ (Deliverance Company)
1. Someday Soon (1995)
2. Sooner or Later (1996)
3. The Sooner the Better (1998) – издадена и като „Moon Over Water“

### Серия „Г-жа Чудо“ (Mrs. Miracle)
1. Mrs. Miracle (1996)
2. Call Me Mrs. Miracle (2010)

### Серия „Сърцето на Тексас“ (Heart of Texas)
1. Lonesome Cowboy (1998)
2. Texas Two-step (1998)
3. Caroline's Child (1998)
4. Dr. Texas (1998)
5. Nell's Cowboy (1998)
6. Lone Star Baby (1998)
7. Promise, Texas (1999)
8. Return to Promise (2000)

### Серия „Дакота“ (Dakota)
1. Dakota Born (1999)
2. Dakota Home (2000)
3. Always Dakota (2000)
4. Buffalo Valley (2001)

### Серия „Сийдър Коув“ (Cedar Cove)
1. 16 Lighthouse Road (2001)
2. 204 Rosewood Lane (2002)
3. 311 Pelican Court (2003)
4. 44 Cranberry Point (2004) – награда на читателите „Куил“ за най-добър роман
5. 50 Harbor Street (2005)
6. 6 Rainier Drive (2006)
7. 74 Seaside Avenue (2007)
8. 8 Sandpiper Way (2008)
9. 92 Pacific Boulevard (2009)
10. 1022 Evergreen Place (2010)
11. 1105 Yakima Street (2011)
12. 1225 Christmas Tree Lane (2011)
13. Lost and Found in Cedar Cove (2013)

#### свързани със серията „Сийдър Коув“
- 5-B Poppy Lane (2006) – в „Hearts Divided“
- A Cedar Cove Christmas (2008)
- Debbie Macomber's Cedar Cove Cookbook (2009)
- A Merry Little Christmas (2012)

### Серия „Улица „Блосъм“ (Blossom Street)
1. The Shop on Blossom Street (2004)
2. A Good Yarn (2005)
3. Susannah's Garden (2006) – издадена и като „Old Boyfriends“
4. Back On Blossom Street (2007) – издадена и като „Wednesdays at Four“
5. Twenty Wishes (2008)
6. Summer On Blossom Street (2009)
7. Hannah's List (2010)
8. A Turn in the Road (2011)
9. Starting Now (2013)
10. Blossom Street Brides (2014)

- Christmas Letters (2007) – разказ в „Christmas Wishes“

#### подсерия „Децата от улица „Блосъм““ (Blossom Street Kids)
1. The Yippy, Yappy Yorkie in the Green Doggy Sweater (2011) – с Мери Лу Карни

### Серия „Роз Харбър“ (Rose Harbor)
1. The Inn at Rose Harbor (2012)
2. Rose Harbor in Bloom (2013)

- When First They Met (2012)

### Участие в общи серии с други писатели

#### Серия „Мъже: Направено в Америка“ (Men: Made in America)
2. Borrowed Dreams (1985)
от серията има още 23 романа от различни автори

#### Серия „Обратно в ранчото“ (Back To The Ranch)
2. Lone Star Lovin' (1993)
от серията има още 12 романа от различни автори

#### Серия „Тези специални жени!“ (That Special Woman!)
- Hasty Wedding (1993)
- Baby Blessed (1994)
- Same Time, Next Year (1995)

от серията има още 25 романа от различни автори

#### Серия „Девет месеца по-късно“ (Nine Months Later)
- Because of the Baby (1996)

от серията има още 63 романа от различни автори

#### Серия „Повече от думи“ (More Than Words)
2. More Than Words, Volume 2 (2005) – Бевърли Бартън, Джасмин Кресуел, Джули Елизабет Лето и Шарън Сала
от серията има още 5 романа от различни автори

### Сборници
- Silhouette Christmas Stories 1986 (1986) – с Нора Робъртс, Маура Сийгър и Трейси Синклер
- Christmas Treasures (1990) – с Маура Сийгър
- Кавалер за празника, My Funny Valentine (1991) – с Катрин Артър, Лий Майкълс и Пеги Никълсън
- To Have and to Hold (1992) – с Барбара Бретън, Рита Клей Естрада и Сандра Джеймс
- To Mother With Love '93 (1993) – с Джудит Дънкан и Даяна Палмър
- Solution Marriage (1993) – с Анет Броудрик и Хедър Греъм Позесъри
- Take Three Women (1994) – с Джудит Дънкан и Даяна Палмър
- Men in Uniform (1994) – с Катлийн Крейтън и Линдзи Маккена
- Purrfect Love (1994) – с Линда Лейл Милър и Патриша Симпсън
- Little Matchmakers (1994) – с Барбара Бретън и Мюриел Йенсен
- Three Mothers and a Cradle (1995) – с Джил Мари Ландис и Джина Уилкинс
- Always and Forever (1995) – с Бетани Кембъл и Джасмин Кресуел
- Runaway Brides (1996) – с Анет Броудрик и Паула Дитмър Ригс
- A Spring Bouquet (1996) – с Джо Бевърли, Ребека Брандуейн и Джанет Дейли
- Christmas Kisses (1996) – с Линда Хауърд и Линда Търнър
- Home For Christmas (1996) – с Ан Макалистър и Шанън Уейвърли
- Harlequin (1997) – с Линда Хауърд и Даяна Палмър
- The Father Factor (1998) – с Ан Мейджър и Даяна Палмър
- That Summer Place (1998) – с Джил Барнет и Сюзън Уингс
- Country Brides (1998)
- The Power of Love (1998) – с Джейн Ан Кренц и Даяна Палмър
- Ready for Love (1999)
- Through the Years (1999) – с Линда Хауърд и Фърн Майкълс
- Born in a Small Town (2000) – с Джудит Боуен и Джанис Кей Джонсън
- Holiday Blessings (2000) – с Ирене Ханън и Джейн Пърт
- The First Man You Meet / Jacob's Girl (2001) – с Тара Тейлър Куин
- Rainy Day Kisses / The Bride Price (2001) – с Ден Льоклер
- Tender Love Stories (2001) – с Патриша Нол и Даяна Палмър
- Midnight Clear (2001) – със Стела Багуел и Линдзи Маккена
- Darling Daughters (2001)
- Sealed with a Kiss (2002) – с Джудит Боуен и Хелън Брукс
- A Gift to Last (2002)
- A Christmas To Remember (2004) – с Бети Нийлс и Джесика Стийл
- On a Snowy Night (2004)
- Their New Year Babies (2004) – с Мари Ферарела
- Kiss Me Again (2005) – със Сюзан Форстър, Лори Фостър и Лиза Джаксън
- Home for the Holidays (2005)
- Let it Snow / Taking on the Boss (2005) – с Дарси Магуайър
- Hearts Divided (2006) – с Лоис Фей Дайър и Катрин Стоун
- Someday Soon / Sooner or Later (2006)
- Glad Tidings (2006)
- Be My Valentine (2007)
- Soldiers' Brides (2007) – с Лоис Фей Дайър и Катрин Стоун
- Marriage Of Inconvenience / Stand-in Wife (2008)
- Private Paradise / Island Time / Old Things (2008) – с Джил Барнет и Сюзън Уингс
- Return to Promise / Mail-Order Bride (2008)
- Small Town Christmas (2008)
- Bride on the Loose / Same Time, Next Year (2008)
- Married In Seattle (2009)
- Right Next Door (2009)
- Almost Home (2009) – с Мери Картър, Джуди Дуарте и Кати Ламб
- That Holiday Feeling (2009) – с Робин Кар и Шерил Удс, издаден и като „That Christmas Feeling“
- Sleigh Bells and Wedding Rings (2009) – с Джесика Харт и Бети Нийлс
- First Man You Meet / Man You'll Marry (2009)
- Her Kind of Man (2009) – с Джъстин Дейвис и Джоан Хол
- Falling for Christmas (2010)
- The Knitting Diaries (2011) – със Сюзън Малъри и Кристина Скай
- A Mother's Gift (2011)
- Out of the Rain (2011)
- Trading Christmas / The Forgetful Bride (2011)
- Learning to Love (2011)
- Hearts of Texas Volume 3 (2011)
- You...Again (2011)
- A Mother's Wish (2012)
- Stories of the Heart (2012) – с Бренда Новак и Мерил Сойер
- The Unexpected Husband (2012)
- I Left My Heart (2012)
- Thanksgiving Prayer / A Handful of Heaven (2012) – с Джилиан Харт
- 1225 Christmas Tree Lane / Let It Snow (2012)
- Love in Plain Sight (2013)
- Midnight Sons and Daughters (2013)
- Marriage Between Friends (2013)

### Разкази
- 5-B Poppy Lane (2006)
- Christmas Letters (2007)
- Midnight Sons and Daughters (2010)

### Документалистика
- Knit Along with Debbie Macomber (2005)
- Knit Together (2007)
- One Simple Act: Discovering the Power of Generosity (2009)
- Blossom Street Collection Book 1 (2010)
- Blossom Street Collection Book 2 (2010)
- Blossom Street Collection Book 3 (2010)
- Knit Along with Debbie Macomber: Hannah's List (2010)
- God's Guest List (2010)
- Knit Along With Debbie Macomber: A Turn in the Road (2011)
- Debbie Macomber's Christmas Cookbook (2011)
- One Perfect Word (2012)
- Patterns of Grace: Devotions from the Heart (2012)
- The Best of Knit Along With Debbie Macomber (2012)
- Once Upon a Time (2013)

### Филмография
- 1998 This Matter of Marriage – ТВ филм
- 2009 Г-жа Чудо, Mrs. Miracle – ТВ филм, изпълнителен продуцент
- 2010 Call Me Mrs. Miracle – ТВ филм, изпълнителен продуцент
- 2011 Trading Christmas – ТВ филм, изпълнителен продуцент
- 2013 Cedar Cove – ТВ сериал, изпълнителен продуцент
- 2013 Cedar Cove Christmas – ТВ филм